# Miroslav Kraljević
Miroslav Kraljević (Gospić, 14. prosinca 1885. – Zagreb, 16. travnja 1913.), hrvatski slikar i kipar.
Kao pripadnik tzv. Minhenskog kruga, uz Josipa Račića, Vladimira Becića i Oskara Hermana, smatra se jednim od prvaka hrvatske moderne umjetnosti, koji je u Hrvatsku iz Pariza donio utjecaje Maneta i Cézannea te svojim brzim potezom i mračnim temama sugerirao početak ekspresionizma u Hrvatskoj.

## Početak stvaralaštva
Miroslav Kraljević rođen je 14. prosinca 1885. godine u Gospiću, u plemićkoj obitelji bosanskog podrijetla. Većinu je svoga djetinjstva proveo na relaciji Zagreb - Požega, gdje mu je djed obnašao dužnost predsjednika županijskog sudbenog stola. Već je od malih nogu u bliskom doticaju sa slikarstvom, na obiteljske večere kod strica Toše dolaze veliki umjetnici poput Celestina Medovića i Otona Ivekovića. Od rane je mladosti Kraljević bilježio svijet oko sebe, isprva crtajući olovkom i akvarelom, a kasnije je počeo i slikati.
Godine 1904. preselio je u Beč kod tete Juliette. U Beču upisuje studij prava, no paralelno pohađa i privatnu slikarsku školu prof. Georga Fischhofa. Godine 1905. sestra mu umire od tuberkuloze koju je naslijedila od majke, a ta će teška bolest uskoro početi mučiti i samog Kraljevića.

## Akademija i Minhenski krug
1906. završava studij u Beču i odlazi u München, gdje upisuje Akademiju likovnih umjetnosti. Dodijeljen je klasi profesora Huga von Habermanna u kojoj su već bili Josip Račić i Vladimir Becić. Oskar Herman, koji se također pripisuje Minhenskom krugu, bio je u klasi prof. Rauppa. Habermannova je klasa prozvana "die kroatische Schule" (hrvatska škola), zbog specifičnog izražaja kakav je bio bliži Leiblu i modernim pariškim strujanjima, nego suvremenim strujanjima na minhenskoj akademiji.
Mnogi domaći kritičari ističu utjecaj starih majstora na Kraljevićevo slikarstvo, posebice onih koje je gledao i kopirao tijekom školovanja u Münchenu. Tako su na njegov stil utjecali veliki španjolski majstori poput Goye i Velasqueza, čije će slikarstvo upoznati i preko njihova utjecaja na impresioniste tijekom svoga boravka u Parizu. Neki kritičari kao bitnog čimbenika spominju i raskošne prizore i bogati kolorit flamanskoga slikara Jacoba Jordaensa, čije je radove Kraljević mogao vidjeti u Staroj Pinakoteci u Münchenu.

## Pariz i vrhunac stvaralaštva
Nakon povratka u Hrvatsku, 1910. godine u Požegi slika jedno od svojih najvećih djela, Autoportret sa psom, na kojem prikazuje sebe i svog omiljenog ljubimca, psa Pašu. Slika je sljedeće godine izložena na izložbi Hrvatskog društva umjetnosti, a za nju je nagrađen stipendijom Odjela za bogoštovlje i nastavu. Ta mu je stipendija omogućila nastavak školovanja u Parizu.
Kraljević se u Parizu upisuje na akademiju Le Grande Chaumière, no ubrzo je napušta. U svom atelieru na Montparnasseu počinje svoju posljednju i najplodniju fazu stvaralaštva. Zapošljava se u reviji Panurge, koja objavljuje njegove brojne crteže. Te crteže znalci uspoređuju s opusom Aubreya Beardsleya ili Constantina Guysa kojega je veoma cijenio i pjesnik Charles Baudelaire. Panurge je po svojoj tematici pripadao zabavnoj kronici svakodnevnog pariškog života. Stil crtača koji su za njega radili bio je daleko od suvremenih avangardnih strujanja pa je tako i Kraljević stvarao više pod utjecajem Maneta i Whistlera, nego li Picassa i Braquea. Dendizam, kao jedna od tema što su se stalno provlačile po stranicama Panurgea, nije zaobišao ni Kraljevića. Vrlo je pazio na svoj izgled i uvijek se trudio isticati svojim odijevanjem pa ne čudi kako je upravo on autor jedinog portreta dendija u hrvatskom slikarstvu - onog Arsena Masovčića pod nazivom Bonvivant.
Osim kao zaposlenik Panurgea, Kraljević je i većinu svog slobodnog vremena provodio crtajući. Crteže stvara na licu mjesta, a inspiracija su mu prizori iz javnih kuća, barova, kazališta, cirkusa i kavana. Većina njegovih crteža bila je erotskog karaktera te ne čudi što je prikaz žene u njegovu opusu imao posebnu ulogu. On je stvorio poseban prikaz tzv. demonske, fatalne žene, kakvu možemo vidjeti primjerice kod Beardsleya. Fasciniraju ga i pokreti tijela, koje prikazuje neobično živo pa je tako često skicirao plesače iz popularne trupe Sergeja Djagiljeva.

## Prva samostalna izložba i smrt
Razuzdan pariški život ostavlja trag na mladom Kraljeviću. Tuberkuloza mu se naglo pogoršala i vraća se u Hrvatsku. Sredinom listopada 1912. godine dolazi u Zagreb. Od rujna do početka prosinca iste godine održana je umjetnikova prva samostalna izložba u Salonu Ulrich. Nakon povratka u Zagreb uglavnom slika u svom privatnom atelieru u Rokovom perivoju 9. U atelieru ga često posjećuju mlađi umjetnici poput MIlivoja Uzelca, Vladimira Varlaja, Marijana Trepšea i Vilka Gecana. Početkom 1913. godine stanje mu se naglo pogoršava; umire 16. travnja u stanu u Medulićevoj 3, okružen članovima svoje obitelji.

## Stil i tematika
Kraljevićev opus može se podijeliti na više tematskih cjelina. Jednu od najvećih i stilski najradikalnijih svakako predstavlja njegov crtež. Tu je značajan njegov demonski prikaz žene, s minimalnim portretnim karakteristikama i senzualnim plastički prikazanim tijelom (Kraljević je napravio i nekoliko skulptura). Od slika na platnu danas najmodernije djeluju njegovi pejsaži Slavonije i Luksemburškog parka u Parizu. U portretnom slikarstvu bliži je tradicionalnim akademističkim strujanjima, Na portretima pridaje posebnu pažnju rukama modela, na kojima se jasno ocrtava karakter prikazane osobe. U autoportretima vidimo intiman prikaz slikareva emotivnog stanja te možemo veoma jasno pratiti napredovanje njegove teške bolesti, koja ga je potakla na upotrebu tamnijeg kolorita i debljeg nanosa boje na platno.

## Utjecaj
Iako je stilski vrlo teško precizno odrediti utjecaje na Kraljevićevo slikarstvo, on sigurno predstavlja poveznicu između suvremenih pariških strujanja na početku 20. stoljeća i rađanja hrvatske moderne. On se doduše nije priklonio pariškoj avangardi, već se radije svrstao uz tzv. Nezavisne, grupu autora koji se u svom stvaralaštvu ne okreću budućnosti, već se inspiriraju prošlošću (uzori su im Manet, Courbet, Daumier, itd.). Njihova opsjednutost Manetom zarazila je i Kraljevića, koji je njegovu specifičnu crnu boju (njemu posebno blisku zbog iščekivanja skore smrti) i tzv. kavansku ikonografiju unio u suvremena hrvatska strujanja. Svojim brzopoteznim slikarstvom i snažnim koloritom (u stilu Cézannea) te prikazima noćnog života (poput Maneta i Degasa) Kraljević je snažno utjecao na novu generaciju umjetnika u Hrvatskoj. Njegove će slike među prvima vidjeti pripadnici tzv. Praške četvorice, koji upravo na tragu Kraljevićeva stvaralaštva pokreću hrvatski ekspresionizam.
Na radu Miroslava Kraljevića doktorirao je svestrani hrvatski kulturni djelatnik iz Osijeka Pavle Blažek.

## Najpoznatija djela

### Slike
1. Autoportret, 1905.
2. Paša, 1910.
3. Autoportret sa psom, 1910.
4. Parc du Luxembourg, 1911.
5. Tetka Lujka u vrtu, 1911.
6. Tri gracije, 1911.
7. Čovjek u vrtu, 1912.
8. Mrtva priroda s dinjom, 1912.
9. Žene u prirodi (Odmaranje), 1912.
10. Most na Seini, 1912.
11. Pantheon, 1912.
12. U krčmi, 1912.
13. U kavani, 1912.
14. Kokote, 1912.
15. Erotski prizor, 1912.
16. Preljubnica, 1912.
17. Bonvivant (Portret Arsena Masovčića), 1912.
18. Veliki ženski akt (Olympia), 1912.
19. Golgota, 1912.
20. Vive la joie, 1912.
21. Portret majke, 1912.
22. Autoportret s lulom, 1912.

### Skulpture
1. Podvezica, 1910.

## Vanjske poveznice
- Patricia Kiš, ZVONKO MAKOVIĆ PREDSTAVLJA SVOJ IZBOR, Miroslav Kraljević ‘izmislio’ je naše dvadeseto stoljeće, Jutarnji List, 2013.